# An-Nasir
An-Nasir li-Din Allah (arab. ‏الناصر لدين الله‎ An-Nāṣir li-Dīn Allāh; ur. 1158, zm. 1225) – kalif z dynastii Abbasydów.

## Życiorys
W czasie swego panowania (1180–1225) wzmocnił i rozszerzył władzę kalifa umiejętnie wykorzystując spory pomiędzy Turkami seldżuckimi. Utworzył również bractwo rycerskie zwane futuwwa, a jego członkowie, młodzi rycerze zwani fitjan, wzmocnili władzę kalifa. W bractwie tym działał również młody Salah ad-Din.